# Maria Montessori
Maria Montessori (Chiaravalle, 31 augustus 1870 – Noordwijk, 6 mei 1952) was een Italiaans arts en pedagoog die vooral bekend werd door het naar haar genoemde montessorionderwijs.

## Levensloop

### Jeugd 1870–1896
Maria Montessori werd geboren in het Italiaanse Chiaravalle, provincie Ancona, in het noordelijke Marche. Haar ouders waren Alessandro Montessori en Renilde Stoppani. Later verhuisde het gezin naar Rome, dat in 1871 de hoofdstad van Italië was geworden. Op school toonde zij belangstelling voor exacte wetenschappen, vooral wiskunde en biologie. Na haar middelbareschooltijd koos ze, tegen de wil van haar ouders die wilden dat ze onderwijzeres werd, voor de studie geneeskunde aan de Sapienza Universiteit, die haar toeliet op voorspraak van paus Leo XIII.

### Arts 1896–1898
Montessori studeerde in 1896 af als arts en was zodoende een van de eerste vrouwelijke artsen in Italië. In november 1896 ging ze werken in het nog steeds bestaande Ospedale di Santo Spirito te Rome, een van de eerste ziekenhuizen in Europa. Ze kwam daar in contact met kinderen die beperkt waren in hun verstandelijke ontwikkeling. Ze ging ertoe over om hun vermogens op de gebieden van zicht, gehoor, reuk en tastzin te laten ontwikkelen. Onder andere op die wijze wilde ze deze kinderen helpen om een zo groot mogelijk deel van hun achterstand in te lopen.
Daarbij nam ze aanvankelijk de methoden over van twee beroemde Franse artsen, de in de Provence geboren Jean Marc Gaspard Itard (1774-1838, Parijs) en de in Clamecy, in het departement Nièvre geboren arts en pedagoog Édouard Séguin (1812–1880). Gaspard was beroemd geworden door zijn opvoeding van de ‘Wilde van Aveyron’, de circa 1788 geboren Victor de l'Aveyron die in 1828 in Parijs overleed. Gaspard stond bekend door zijn werk met zwakzinnige kinderen. Montessori raakte bezield door Séguins boeken en beschrijft in haar eigen boeken op welke wijze ze met de aan haar toevertrouwde kinderen resultaten bereikte.

### Directrice en hoogleraar 1898–1916
In 1898 werd Montessori directrice van een door de Italiaanse regering gesticht instituut voor de opleiding van onderwijzers voor verstandelijk gehandicapte kinderen. In 1904 werd zij benoemd tot hoogleraar in de antropologie aan de Universiteit van Rome. Zij bekleedde die leerstoel tot 1916. Tegelijk studeerde zij pedagogiek.

### Reis naar de VS 1915–1916
Haar roem verspreidde zich snel over de hele Westerse wereld en de toenmalige westerse koloniën, speciaal het vroegere Brits-Indië, nu India. Ook in de Verenigde Staten werden binnen korte tijd, voor kleuters uit de betere kringen, van Oost- tot Westkust, montessoriklasjes ingericht. In 1913 schrijft Alexander Graham Bell:

On behalf of the Montessori Educational Association of America I have the honor to inform you that we have elected you as its first Honorary member and to express to you in this way our deep appreciation of your great work for humanity.

When the children had completed an absorbing bit of work, they appeared rested and deeply pleased. It almost seemed as if a road had opened up within their souls that led to all their latent powers, revealing the better part of themselves. They exhibited a great affability to everyone, put themselves out to help others and seemed full of good will.

Op uitnodiging van onder meer Alexander Graham Bell en Thomas Edison bezocht zij in december 1913 de Verenigde Staten. Ze begon met een lezing in een afgeladen Carnegie Hall in New York. In 1915 gaf Montessori in Californië trainingen aan leerkrachten uit verschillende Amerikaanse staten. Ter gelegenheid van de wereldtentoonstelling van San Francisco, die in 1915 gehouden werd, werd een klaslokaal ingericht met een glazen wand, waarachter de toeschouwers met eigen ogen konden waarnemen hoe 21 voor de gelegenheid geselecteerde arme kinderen met de methode aan de slag gingen met dezelfde voor die tijd verrassende resultaten als in het 'Casa dei Bambini'. Het maakte grote indruk op het publiek. Op de wereldtentoonstelling werden in de sector Onderwijs maar twee gouden medailles vergeven, beide voor de montessori-klas. De klas stond onder leiding van Helen Parkhurst, de latere grondlegster van het daltononderwijs.
Eigenzinnigheid was er de oorzaak van dat Montessori later brak met Parkhurst. Net als Freud aanvaardde ze geen afwijkingen van haar leer. Ze brak met collega's en volgelingen die een eigen input wensten te geven.

### Spanje en Italië 1916–1936
Na haar terugkeer uit de Verenigde Staten in 1916 vestigde Montessori zich in Barcelona, waar ze bleef wonen tot 1936. Van 1924–1926 verbleef ze in Italië.
In 1934 verbrak ze haar banden met Italië, omdat Mussolini wilde ingrijpen in haar onderwijssysteem. Het montessorionderwijs hield daardoor in Italië op te bestaan. Na de Tweede Wereldoorlog werden opnieuw montessorischolen in Italië opgericht.

### Nederland en India 1936–1952

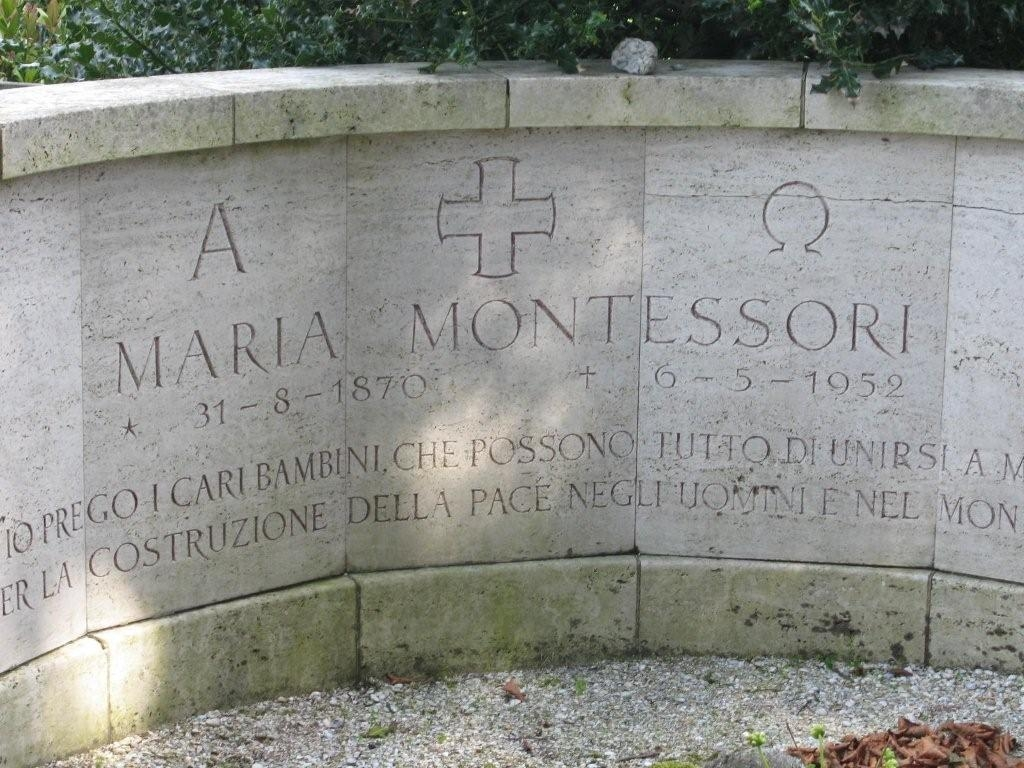
Het graf van Maria Montessori, op de Rooms-katholieke begraafplaats in Noordwijk

In 1936 werd zij door het uitbreken van de Spaanse Burgeroorlog uit Barcelona verdreven. Zij vestigde zich vervolgens met haar zoon, die zij voorstelde als haar "neef", in Nederland, na een kort verblijf in Engeland. Het hoofdkwartier van de montessori-beweging (Association Montessori Internationale) was toen al in Nederland gevestigd. In oktober 1939 verliet zij Nederland om een reis naar India te maken. Daar gaf zij een groot aantal lezingen en montessori-cursussen. Door de oorlogsomstandigheden duurde haar verblijf in India tot 1946, waarna zij terugkeerde naar Nederland. Zij werd in 1950 benoemd tot Officier in de Orde van Oranje-Nassau en ontving een eredoctoraat van de Universiteit van Amsterdam. Montessori overleed in 1952 bij vrienden in Noordwijk en werd daar begraven op de R.K. begraafplaats. In de Stadsgehoorzaal Leiden werd ter gelegenheid daarvan een herdenkingsbijeenkomst gehouden door de Nederlandse Montessori-vereniging.

## Werk

### Casa dei Bambini, 1907
In haar boek Il metodo della pedagogia scientifica  (De methode van de wetenschappelijke pedagogiek, 1909) beschrijft zij hoe zij voor de allerarmste kinderen in de Romeinse sloppenwijk San Lorenzo haar Casa dei Bambini, huis van de kinderen, ontwierp. Dit op uitnodiging van een bestuurder van een woningbouwvereniging die de renovatie van vervallen woonkazernes ter hand nam. Hij verbood de praktijk van onderhuur en wilde voor de werkende moeders in de woonblokken opvang realiseren voor hun nog niet naar school gaande kinderen, om te voorkomen dat zij schade aan de gebouwen zouden aanbrengen. Dat werd dus het Casa dei Bambini en daar bedacht Montessori in vrij korte tijd een geheel nieuw systeem van onderwijs, voor kinderen van de allerarmsten.
In haar boek Door het kind naar een nieuwe wereld beschrijft Montessori hoe de methode ontstond. Observaties van de gevoelige perioden van het kind vormden de basis voor haar methode. Een belangrijke voetnoot is, dat de verschijnselen die waargenomen waren bij volkskinderen (in 1907) ogenschijnlijk in tegenspraak waren met de ervaringen met rijke kinderen van dezelfde leeftijd en dus in dezelfde gevoelige perioden. Daarvoor zijn twee redenen te noemen: het rijke kind wordt te veel geholpen door de volwassene en heeft een overvloed aan speelgoed. Kortom, begeerte naar bezit en afhankelijkheid zijn de voornaamste afwijkingen, die op een gegeven ogenblik opbouwende arbeid verhinderen en vaak blijvende sporen in het karakter nalaten.
De gelovige Montessori streed voor vrouwenkiesrecht en vrouwenemancipatie. Ze kreeg ongehuwd een zoon die zij door anderen liet grootbrengen. Ze werkte hard en schreef in het begin van haar methode een vlammende aanklacht tegen de armoede die de mensen liet wonen in 'walgelijke spelonken'.
Evenals Rousseau geloofde zij in de wijsheid van de natuur en in een door die natuur geleide ontwikkeling. Ieder kind doorgaat volgens haar dezelfde gevoelige perioden en heeft een "interne meester", waardoor hij gedreven werkt indien men hem activiteiten aanbiedt die aansluiten bij zijn leerbehoeften. Zij liet meubels, porselein en ander huishoudelijk materiaal maken, aangepast aan kinderhanden, die de kinderen zelf konden gebruiken. Vrije keuze van nuttige activiteiten speelde een belangrijke rol. Bezoekers van haar eerste 'Huis van de Kinderen' in Rome raakten onder de indruk van de rust en de discipline waarmee de kinderen werkten doordat zij vrij hun activiteit konden kiezen en doordat hun concentratie en behoeftes gerespecteerd werden.
De bekend geworden schuurpapieren letters voor het schrijfonderwijs, een uitvinding van Montessori, zijn een antwoord op de behoefte van kinderen om met hun zintuigen en hun handen te werken. De ontwikkeling van de zintuigen nam in haar methode een grote plaats in.

### Montessori en de theosofie
In 1899 ontmoette zij op een feministisch congres in Londen de theosofe Annie Besant en raakte  door haar leer geïnspireerd. Hetzelfde jaar werd ze lid van de Theosofische Vereniging. In 1937 kreeg ze in Laren bezoek van George Arundale, de derde internationale president van de Theosofische Vereniging, die haar vertelde dat Annie Besant haar onderwijsfilosofie in India had bekendgemaakt. In 1939 ging ze naar India, waar de Theosofische Vereniging cursussen en lezingen voor haar organiseerde. In de Olcott Gardens op het Adyardomein gaf ze haar lezingen aan een groep van 300 leerkrachten die uit heel India waren samengekomen. De Vereniging hielp haar met de realisatie van haar boeken, gaf haar en haar zoon onderdak en stichtte een Montessorischool op haar domein in Adyar.

## Invloed in Nederland

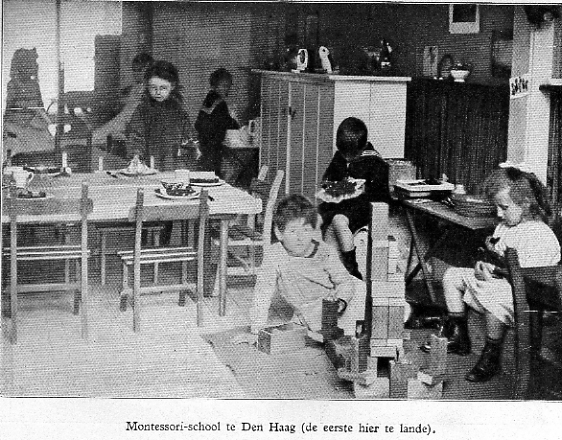
Foto van de eerste montessorischool in Nederland in Den Haag, 1915. Uit De Methode Montessori, 1916.

Montessori bezocht Nederland voor het eerst in 1914, kort voor het uitbreken van de Eerste Wereldoorlog. Bij die gelegenheid werd zij ook naar de school van Jan Ligthart in de Haagse Schilderswijk gebracht. Twee boeken van Maria Montessori hebben in Nederland een grote verspreiding gekend: de Methode, in het Nederlands verschenen in 1916 en Zelfopvoeding (1916), voor het eerst in het Nederlands verschenen in 1922. Beide boeken hebben sterk bijgedragen aan de verspreiding van het montessorionderwijs in Nederland. Het eerste legde de basis voor het montessori kleuteronderwijs, het tweede voor het montessori lager onderwijs. Wat het onderwijs voor de allerjongste kinderen betreft, werd zij in Nederland alleen voorgegaan door Elise van Calcar (1822–1904), die hier de ideeën en methoden van Friedrich Fröbel propageerde.
In de Methode werden meteen al in de eerste Nederlandse drukken veel foto’s opgenomen van klasjes en materialen. Ook van het eerste Haagse montessoriklasje uit 1916. Die foto’s toonden onder meer kinderen die werkjes, waarvan Montessori een deel zelf ontworpen had en een deel van anderen had overgenomen, op de grond zittend geconcentreerd maakten. Dat die kinderen vrij waren hun werkjes te kiezen, al naargelang hun individuele ontwikkelingsstadium, was voor die tijd een revolutionaire vernieuwing.
De kern van het montessorionderwijs wordt meestal samengevat in de uitspraak: "Help mij het zelf te doen". Uitgangspunt is dat een kind een natuurlijke, noodzakelijke drang tot zelfontplooiing heeft. Opvoeding en onderwijs moeten onderkennen wat de behoeften van een kind op een gegeven moment zijn en daarop inspelen door de juiste omgeving en materialen te bieden.
In Nederland is in de loop der jaren een groot aantal montessorischolen gesticht, ook voor leerlingen in het voortgezet onderwijs, van VMBO tot Gymnasia. Veel Pedagogische Academies (pabo's) kregen speciale opleidingen tot montessori-leerkracht. De fabriek die de oorspronkelijke montessori-materialen maakt en over de hele wereld exporteert, staat ook in Nederland: Nienhuis in Zelhem.

## Nagedachtenis

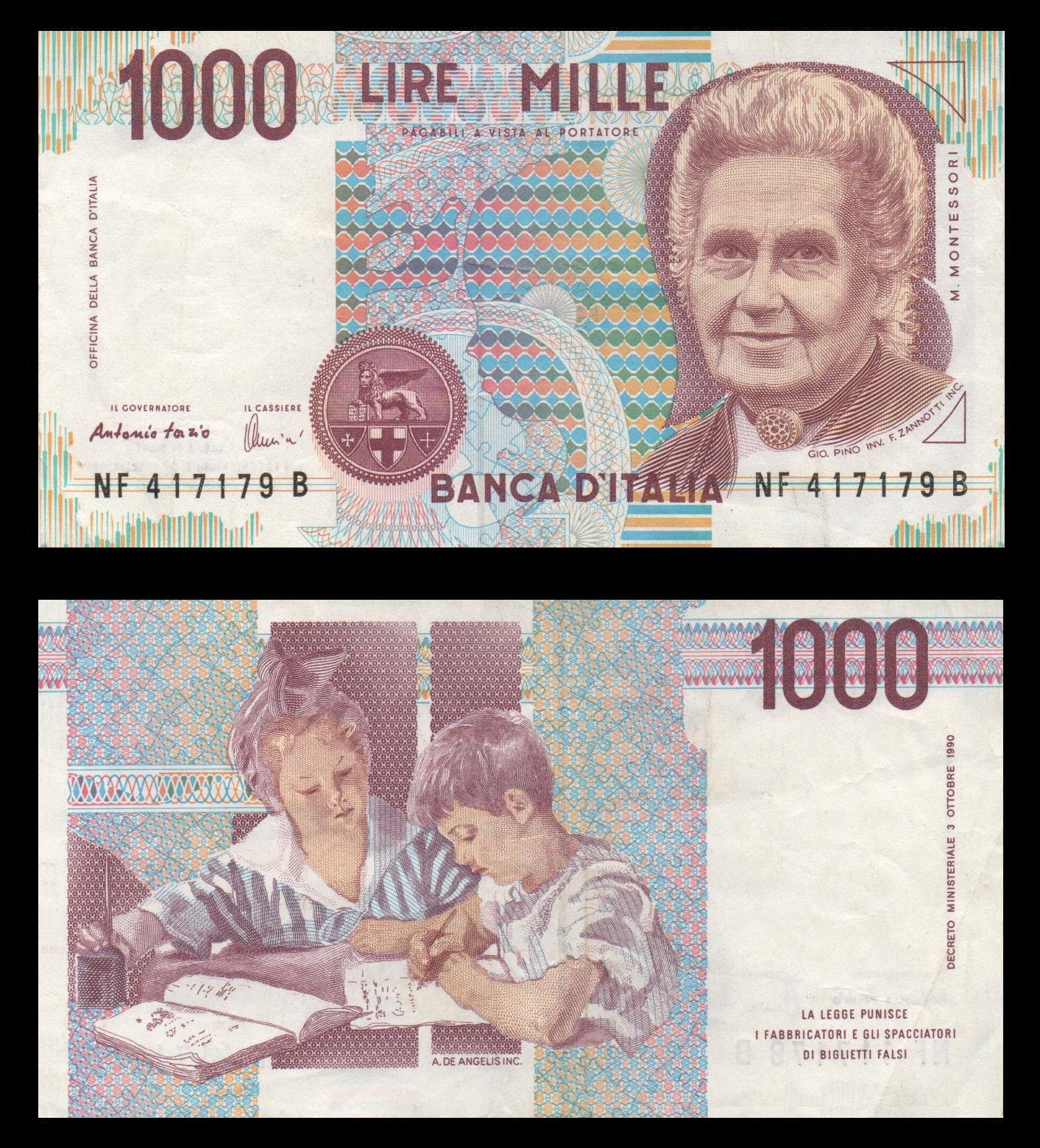
1000 lire

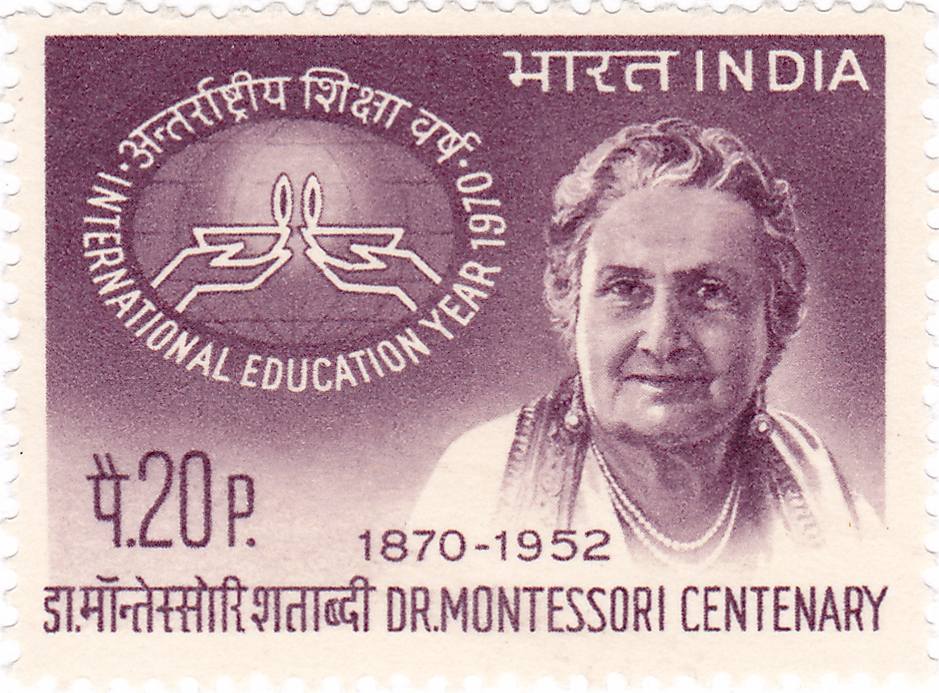
Postzegel uit India

- Maria Montessori stond als eerste vrouw afgebeeld op een Italiaans bankbiljet, dat van 1000 lire dat in omloop was totdat de lire werd vervangen door de euro. Haar beeltenis verving die van Marco Polo, die op het vorige biljet van 1.000 lire stond.
- Montessori stond op postzegels van Nederland, India, Italië, de Malediven, Pakistan en Sri Lanka.
- Een McDonnell Douglas MD-11 toestel (registratie PH-KCB) van de Koninklijke Luchtvaart Maatschappij was vernoemd naar Maria Montessori.
- In 1985 werd een inslagkrater op de planeet Venus naar haar vernoemd.
- In 2023 verscheen de film La Nouvelle Femme, gebaseerd op het leven van Maria Montessori.